# Ла-Марчина, Роберт
Роберт Ла-Марчина (англ. Robert La Marchina или LaMarchina; 3 сентября 1928, Нью-Йорк — 30 сентября 2003, Канеохе, Гавайи) — американский виолончелист и дирижёр.

## Биография
Сын аргентинца и бразильянки, познакомившихся на пароходе, увозившем их в эмиграцию в США. Начал заниматься музыкой под руководством своего отца, Антонио, игравшего на виолончели в Сент-Луисском симфоническом оркестре. Дебютировал как солист в восьмилетнем возрасте в Сент-Луисе. Учился в Кёртисовском институте у Феликса Салмонда, затем у Эмануэля Фойермана и Григория Пятигорского; Нед Рорем вспоминал о его игре этого периода как исключительно взрослой. Недолгое время занимался также в Париже у Мориса Марешаля (занятия были прерваны Второй мировой войной).
В 1944—1946 гг. играл в Симфоническом оркестре NBC (самый младший из музыкантов оркестра), затем в 1946—1956 гг. первая виолончель в Лос-Анджелесском филармоническом оркестре — с перерывом в 1949—1951 гг. на военную службу, проходившую в американском оккупационном корпусе в Японии (здесь Ла-Марчина играл на валторне в военном оркестре, но зато нашёл возможность дебютировать как дирижёр с местной оперной труппой). В 1960—1961 гг. концертмейстер виолончелей в Чикагском симфоническом оркестре (соло Ла-Марчины во Втором фортепианном концерте Иоганнеса Брамса звучит в двух известных записях: с Ваном Клиберном, дирижёр Фриц Райнер, и со Святославом Рихтером, дирижёр Эрих Ляйнсдорф).
Позднее в большей степени посвятил себя дирижированию. Руководил Лос-Анджелесским оперным театром. В 1963 году участвовал в мастер-класс Алфреда Уолленстайна в Консерватории Пибоди, в результате чего получил возможности провести три концерта с Нью-Йоркским филармоническим оркестром, которые были хорошо приняты критикой. В том же году на фестивале в Сполето дирижировал оперой Джузеппе Верди «Травиата» в постановке Лукино Висконти. В 1964—1966 гг. руководил гастрольной труппой Метрополитен-опера. В 1968—1979 гг. главный дирижёр Симфонического оркестра Гонолулу. Изредка выступал и как инструменталист — в частности, известен случай, когда Ла-Марчина, собиравшийся дирижировать Двойным концертом Брамса, заменил в последний момент заболевшего солиста (передав дирижёрскую палочку своему ассистенту Эндрю Скенку). Постоянно работал также с Гавайским оперным театром, продолжив эту работу и после отставки из оркестра (в частности, о постановке «Мадам Баттерфляй» 1993 года Гавайским телевидением был снят документальный фильм).
Одна из дочерей Ла-Марчины, Адриана, стала виолончелисткой, другая, Вита Коримби, — певицей.